# Éphèbe de Marathon
L’éphèbe de Marathon est une statue en bronze découverte en 1925 en baie de Marathon, d'où elle tire son nom. Elle est communément rattachée à la sculpture grecque du second classicisme, c'est-à-dire du IVe siècle av. J.-C. Elle est actuellement conservée au musée national archéologique d'Athènes sous le numéro d'inventaire X 15118.

## Découverte
La statue a été tirée des eaux en juin 1925 dans les filets de pêcheurs travaillant en baie de Marathon, sans qu'elle puisse être rattachée à un naufrage particulier. Une exploration menée en 1976 par une équipe franco-britannique n'a pas permis d'identifier d'épave de vaisseau sur le lieu de découverte. Il est possible que la statue ait simplement orné la villa d'Hérode Atticus qui donnait sur la baie.

## Description

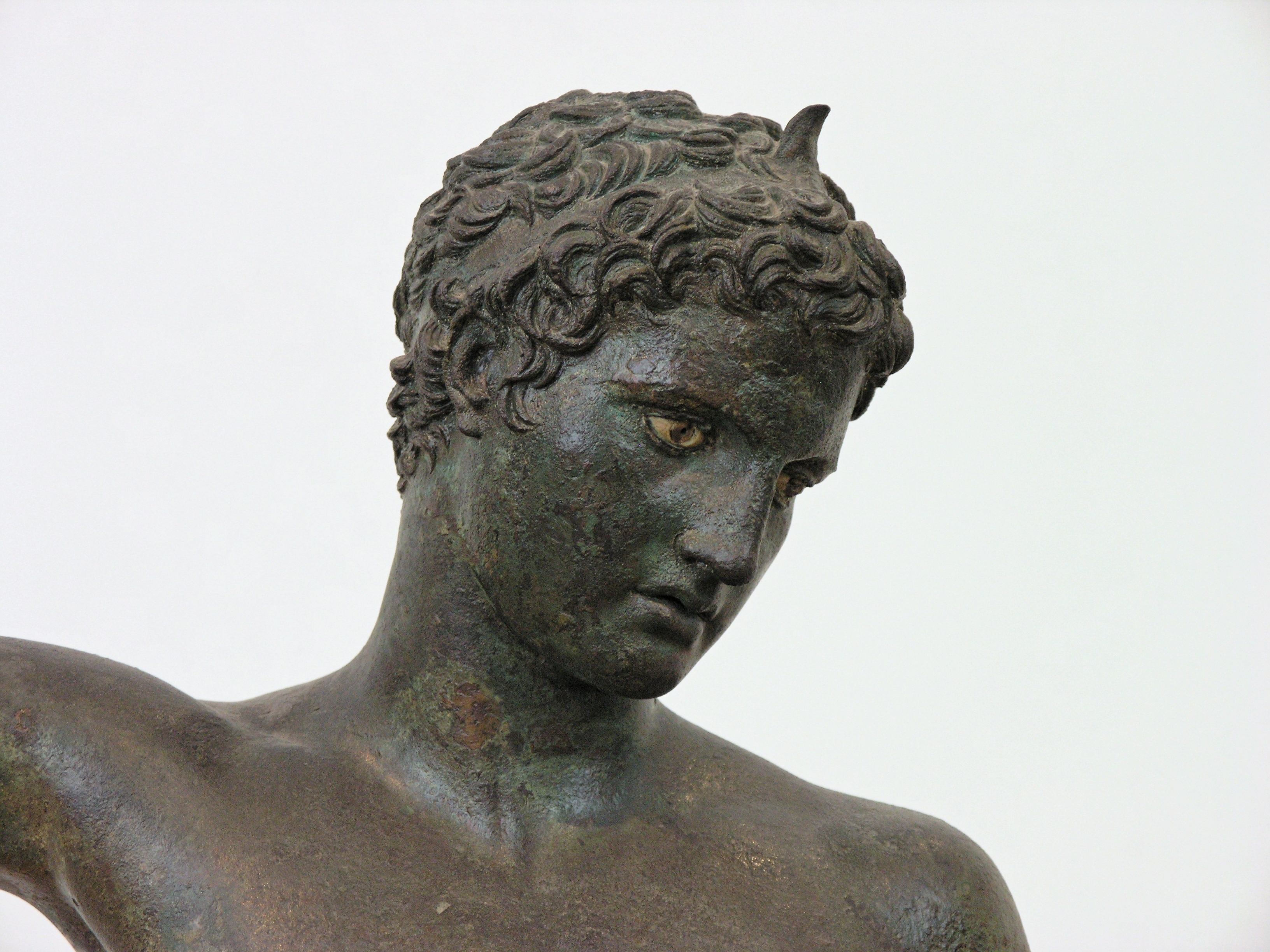
L'éphèbe, détail : la tête.

La statue représente un jeune homme nu, debout, de taille plus petite que nature — il mesure 1,3 mètre. Son attitude est assez complexe. Il s'appuie sur la jambe gauche ; le pied de la jambe libre est en retrait, posé sur la pointe, conformément aux règles du contrapposto de Polyclète. Le balancement des hanches est toutefois plus accentué que chez ce dernier, et le dessin des muscles — saillie des pectoraux et bas de l'abdomen — est moins marqué. La tête, penchée vers la gauche, est ceinte d'un bandeau auquel est attaché un ornement en forme de feuille ou de corne. Le regard semble se diriger vers la main gauche mais flotte en fait dans le vague, au-delà, comme c'est souvent le cas pour les œuvres du second classicisme. La stabilité de l'ensemble est assurée par une coulée de plomb à l'intérieur de la jambe gauche ; le canal de coulée est encore visible dans le gros orteil. Les traces d'arrachement sur la plante du pied et les trois premiers orteils montrent également que l'aplomb portait uniquement à gauche. La pointe du pied droit, manquante, a été restaurée à l'époque moderne.
Le bras droit légèrement plié est levé au-dessus de la tête alors que le bras gauche est collé le long du torse, l'avant-bras replié à angle droit. Un examen attentif du bronze montre que la main droite ne tenait rien et qu'elle n'était pas étayée, pas plus que l'avant-bras droit. En revanche, la paume de la main gauche est mortaisée et le tenon subsistant conserve des traces de plomb. La surface interne du majeur et de l'avant-bras gauches présentent des traces d'aplatissement montrant que l'éphèbe tenait un attribut de forme plate et long d'environ 20 centimètres, puisqu'il arrivait jusqu'au creux du coude.
Le travail du bronze a été particulièrement soigné : la jonction des différentes sections est invisible, à l'exception de celle des bras. Ceux-ci ont été rapportés à des niveaux différents, ce qui a fait penser qu'ils avaient tous deux subi des restaurations antiques, ou du moins le bras gauche. Cependant, ce fait en lui-même n'est pas incompatible avec les techniques de fonte employées à l'époque : la différence de hauteur de la jonction pourrait s'expliquer par la différence de position et de poids de chaque bras. En l'absence d'une analyse technique poussée du bronze, il n'est pas possible de conclure avec certitude.
Les yeux sont formés d'une pierre blanche où l'iris est figuré par un disque de pâte de verre jaune clair ; la pupille est perdue. Ils ont été insérés après l'adjonction des cils le long des paupières. La pointe des seins est une incrustation de cuivre pur.

## Interprétation

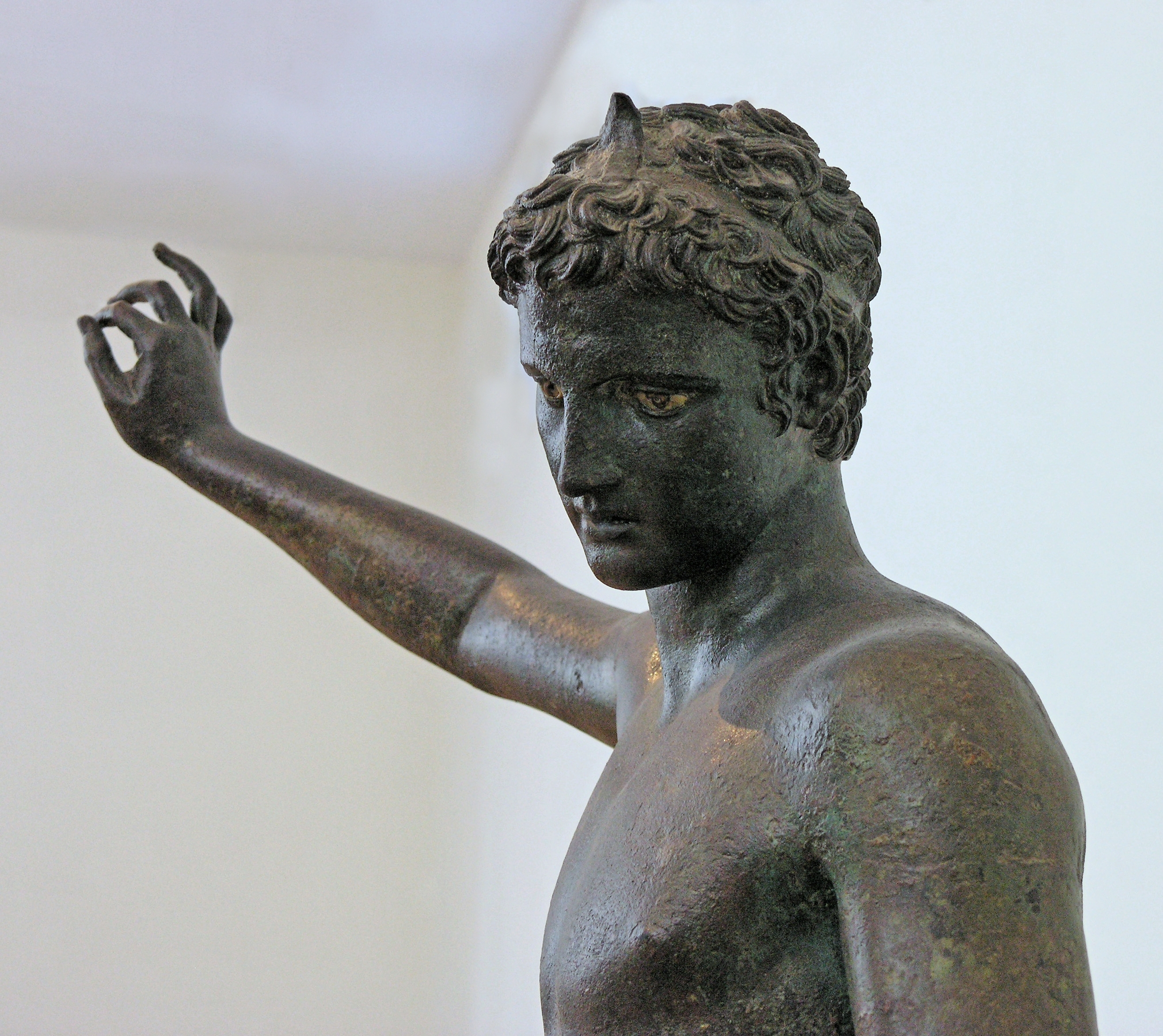
Détail de l'éphèbe : geste de la main droite.

La pose de l'éphèbe n'est pas bien comprise. Elle n'est pas sans rappeler celle des athlètes verseurs d'huile ou le type du Satyre verseur, mais la position de la main droite interdit d'y voir un geste d'échanson. On a également suggéré que l'éphèbe tenait une toupie ou un yo-yo, jouets dont l'existence est bien attestée en Grèce antique,, mais l'absence de marques de contact sur les doigts contredit ces hypothèses. Le rapprochement du pouce et de l'index pourrait en fait signifier qu'il claque des doigts.
Il est tentant de voir un lien entre le geste de la main gauche et celui de la main droite : l'éphèbe pourrait amuser un nouveau-né porté sur le bras gauche, comme le fait l’Hermès portant Dionysos enfant, ou un coq (cadeau pédérastique traditionnel).
Si l'on fait de l'éphèbe un Hermès, il pourrait porter une tortue : l’Hymne homérique consacré au dieu décrit la joie de ce dernier quand il découvre la tortue dont il fera la première lyre. On connaît au reste des statuettes en bronze d'époque romaine où le dieu tient une tortue dans la paume de la main gauche et la désigne du doigt de la main droite.

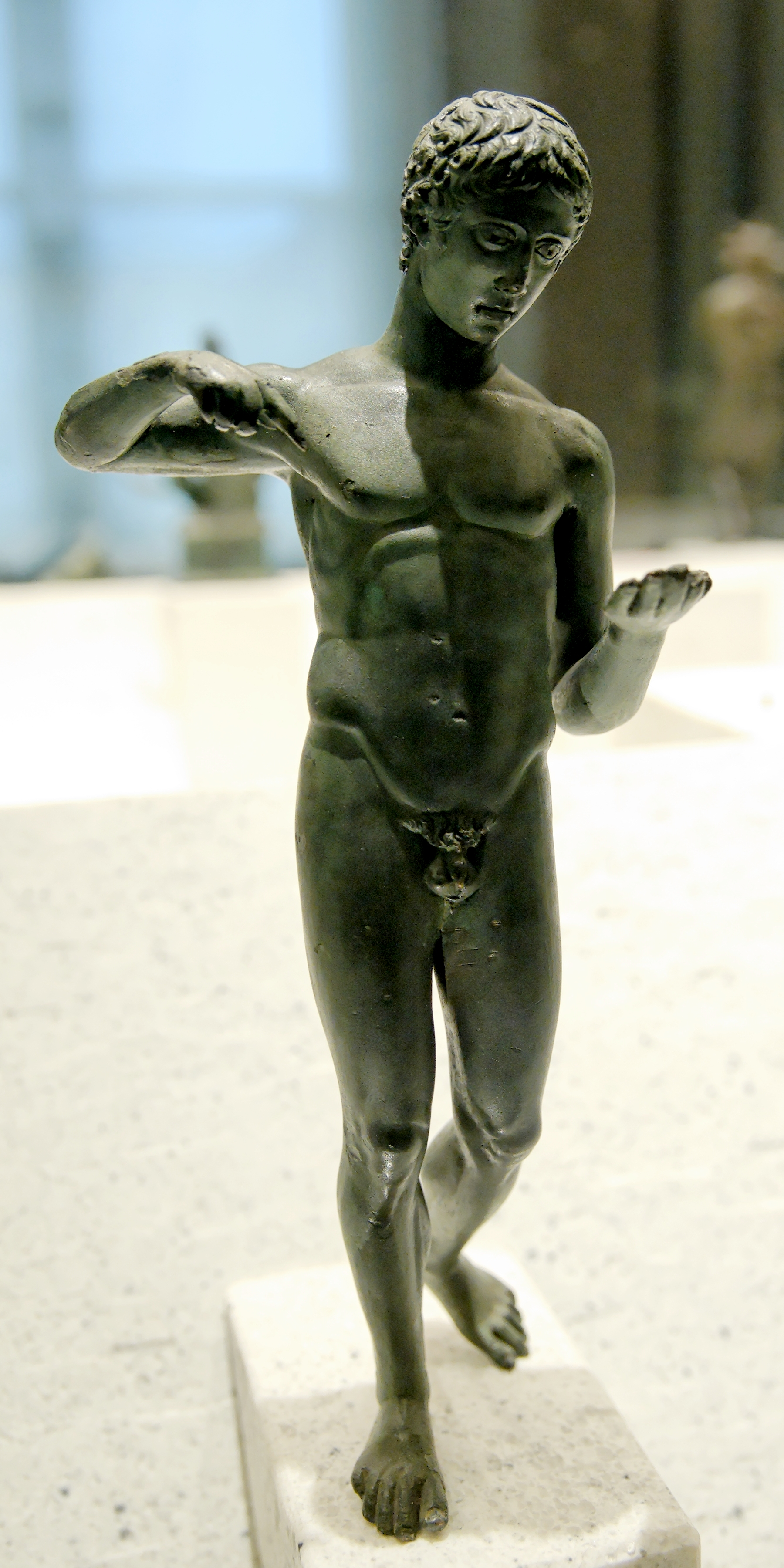
Hermès désignant du doigt une tortue (disparue),, musée du Louvre (Br 184).

La position du bras gauche, tendu à plat, rend ces reconstructions peu vraisemblables. Toutefois, le bras pourrait avoir été remanié à une époque postérieure : les conservateurs du musée suggèrent que l'éphèbe a été transformé en porte-lampe. Si en revanche la position du bras est originale, l'éphèbe pourrait porter un plateau de la main gauche, dont il découvre le contenu en soulevant un tissu de la main droite. Ce type de représentation se retrouve sur des lécythes funéraires à fond blanc : si l'on y ajoute le fait que Marathon abritait une garnison d'éphèbes, la statue pourrait être un monument votif éphébique.
L'ornement frontal porté par l'éphèbe est un apex — plume, fleur ou fleur retenue sur le haut du front par un bandeau. On retrouve ce type d'ornement sur d'autres sculptures ainsi que des vases peints. En forme de fleur de lotus, c'est à l'époque ptolémaïque un attribut d'Hermès Parammôn. Interprété plutôt comme le bandeau de l'athlète vainqueur, le ruban pourrait signifier que la statue décorait une palestre. Cependant, on trouve également des bandeaux dans des contextes non-sportifs, par exemple sur les reliefs funéraires d'enfants trop jeunes pour être des athlètes.

## Attribution

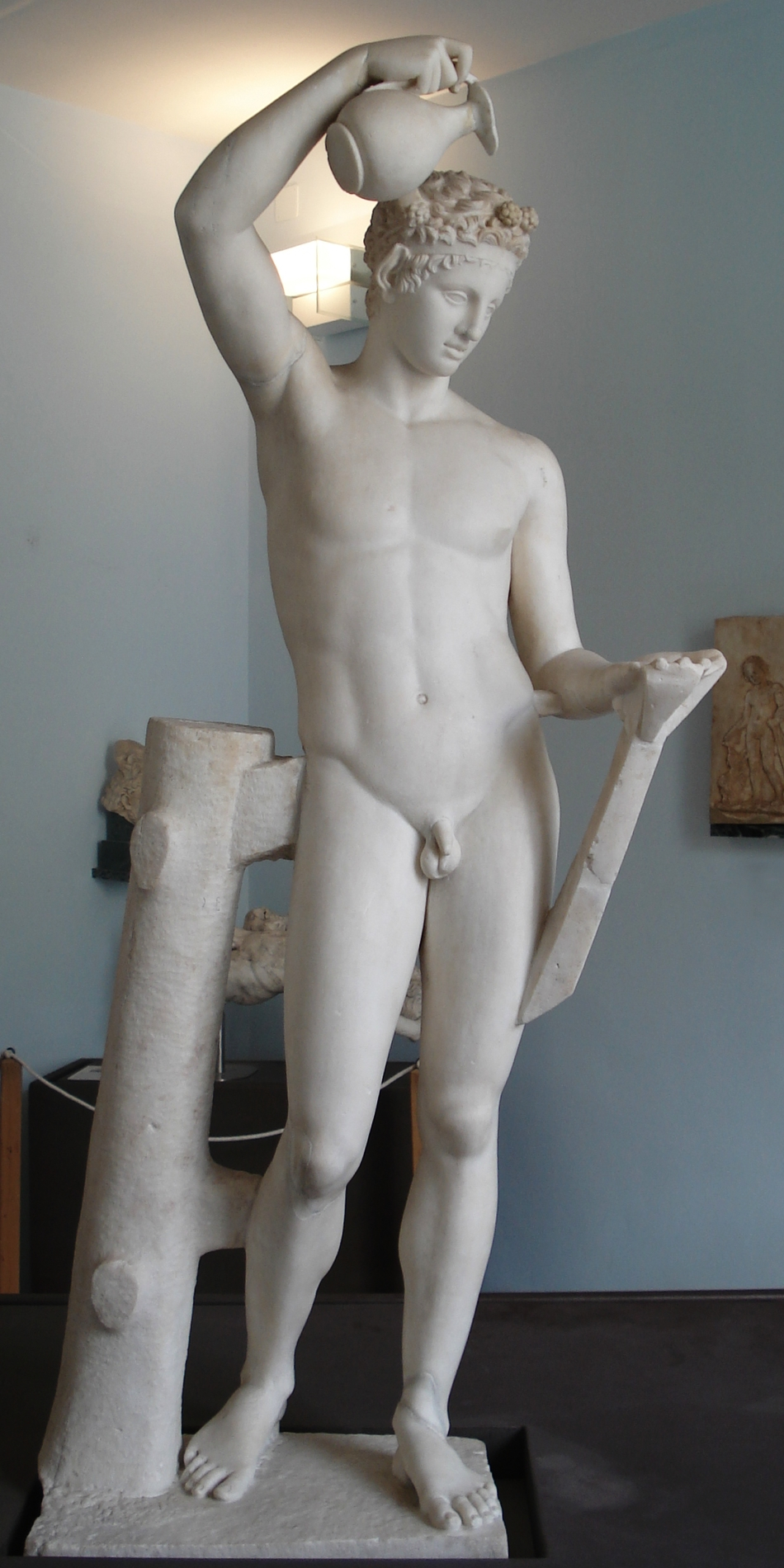
Le Satyre verseur de Torre del Greco, musée archéologique Antonio Salinas (Palerme).

Le style de l'éphèbe renvoie incontestablement au second classicisme. Son charme et sa grâce évoquent plus précisément le style de Praxitèle : par le basculement des hanches, le modelé des muscles, l'âge du modèle et l'inclinaison de la tête, la statue ressemble beaucoup au type du Satyre verseur. Le choix du matériau n'est pas incompatible avec une attribution praxitélienne : si le maître athénien travaillait principalement le marbre, les sources antiques précisent qu'il excella également dans le bronze.
En conséquence, et malgré l'absence de toute référence littéraire à l'éphèbe, la statue a été attribuée à la main même de Praxitèle, ou à son atelier. On a aussi proposé d'y voir le travail des fils de Praxitèle, Céphisodote le Jeune et Timarchos, ce qui permettrait à la fois de rendre compte de la pose clairement praxitélienne et des écarts par rapport au style du maître : on a pu déceler dans l'œuvre l'influence de Lysippe ; d'autres ont souligné que la composition s'inscrit davantage dans les trois dimensions que les œuvres attribuées à Praxitèle, notamment le Satyre verseur. Certains commentateurs estiment que le bronze, quoique plaisant, n'est pas du niveau d'un chef-d'œuvre : le bronze se situerait simplement dans l'influence de Praxitèle.
Enfin, la datation de l'œuvre comme un original du dernier quart du IVe siècle av. J.-C., qui fait l'objet d'un large consensus, a également été discutée. Le bronze ressemble en effet à une statue de serviteur typique, comme l'on en a retrouvé dans les maisons de Pompéi, notamment en raison de la représentation plus petite que nature, de la pose et de l'absence d'attributs. Au lieu d'être un original grec transformé à l'époque romaine, l'éphèbe pourrait donc être une œuvre créée à l'époque impériale en imitation du style du second classicisme. Le cas ne serait pas isolé : le bronze dit de l'« éphèbe de Tolède » a ainsi été attribué à l'école de Polyclète avant qu'une analyse technique approfondie ne démontre une datation postérieure au IIe siècle apr. J.-C. Là encore, une analyse technique du bronze de l'éphèbe serait nécessaire pour trancher.